# 메건 페이히
메건 페이히(Meghann Fahy, 영어 발음: /ˈfeɪhi/, 1990년 4월 25일 ~ )는 미국의 배우이다.

## 출연 작품

### 영화
- 미스 슬로운 (2016) - 클래라 톰프슨 역
- 유어 몬스터 (2024) - 재키 데넌 역
- 드롭 (2025) - 바이얼릿 역

### 텔레비전
- 가십걸 (2009)
- 원 라이프 투 리브 (2010-12)
- 굿 와이프 (2011)
- 시카고 파이어 (2012)
- 성범죄수사대: SVU (2014)
- 블루 블러드 (2015)
- 볼드 타입 (2017-21)
- 디셉션 (2018)
- 화이트 로투스 시즌 2 (2022) - 대프니 설리번 역
- 완전무결한 커플 (2024) - 메릿 모나코 역
- 사이렌이 노래할 때 (2025) - 데번 디윗 역